# Богдан Конша
Богдан Конша (? — травень 1623) — гетьман Війська Запорозького.

## Життєпис
Прийшов до влади, судячи з усього, після О. Голуба, який став гетьманом 4 червня 1622. Перші відомості в джерелах про Коншу як запорозького гетьмана з'являються наприкінці січня 1623, у зв'язку з його політичною діяльністю, спрямованою на захист висвячених на початку 1620-х рр. православних церковних ієрархів, котрих унійці звинуватили в зраді Вітчизни під час Хотинської війни 1621 року. Конша виступав за визнання польським королем Сигізмундом III Вазою їхніх майнових прав як легітимних церковних ієрархів.
Невдовзі, за нез'ясованих обставин, утратив гетьманську булаву: у травні гетьманом фігурує вже М. Дорошенко, який, серед іншого, домагався «заспокоєння» православних на найближчому сеймі. Завдяки активізації козацької дипломатії, у тому числі політичним крокам, до яких вдався Конша, сейм 1623 року прийняв конституцію, за якою скасовувалися судові вироки та процеси, пов'язані з релігійними питаннями. Хоча це юридично не скасовувало королівські універсали про арешт новопоставлених православних ієрархів, однак зазначені універсали, по суті, втратили чинність.